# Rhodafra gonograpta
Rhodafra gonograpta är en fjärilsart som beskrevs av Butler 1875. Rhodafra gonograpta ingår i släktet Rhodafra och familjen svärmare. Inga underarter finns listade.